# コピー・ワンス
「コピー・ワンス」（英語: Copy Once）とは、コンテンツを1世代だけデジタルコピーできる（英語: Copy One Generation）仕組みのことである。コピーガードの一種。

## 特徴
放送された映像コンテンツを録画する行為が、1世代目のコピーに当たる。1世代目のコピーから別の媒体に複製することはできず、元のコンテンツを消去しながら移動する「ムーブ」しか許されていない。2004年（平成16年）4月5日からBSデジタル放送及び地上デジタル放送の殆どの番組に適用されていたが（ごく一部の番組は、1世代目のコピーも許可しない「コピー・ネバー」で放送されていた）、2008年（平成20年）7月4日から適用されたダビング10により、BSデジタル放送の有料放送やほとんどのCSデジタル放送のみとなった。なお、デジアナ変換される一部のCATVアナログ波再放送においても仕様上コピーガードが掛かるものがある。
コピー・ワンスは以下のような問題があるため、ムーブ作業を行うのは慎重にならざるを得ず、録画機の使い勝手の低下につながるとされている。
- ハードディスク装置（HDD）に録画した番組を2枚のDVD・Blu-ray Discにコピーして1枚を視聴用、もう1枚をバックアップ用と使い分けることはできない。また、停電や録画機器の不具合などにより、光学ディスクへのムーブの途中で作業に失敗すると、コピー先とコピー元の両方のコンテンツを失ってしまう恐れがある。

→ この問題は、ダビング10の運用開始により、有料放送を除き緩和された。
- ムーブ先のメディアから、更なるムーブは行えないため、コンテンツを新しいメディアへ再度書き直したり、次世代の規格などに移行できない。

→ 2010年（平成22年）頃からムーブバック機能（ブルーレイディスクからHDDへの書き戻し）に対応するBDレコーダーが発売され、一部緩和されている。
- 録画した番組を携帯機器で視聴するために画面画素数を減らしてメモリーカードにムーブすると、元の画質の映像は失われてしまう（実際にはムーブでなく、携帯機器向けにはワンセグ画質でのコピーや転送を許可している機器も多い）。

この為、ムーブ作業を行うに当たっては
- 高品質なディスクを使用する。
- 再エンコードが必要な場合は、可能な限り高画質を維持できる設定にする。
- 停電を避けるため、エアコンや電子レンジなどの機器の使用を避ける。
- ほかのタイマー録画と被らない時間帯を選ぶ。

など慎重かつ計画的に行う必要があり、気軽に行えるとは言い難い状況であった。また、絶対に失敗できないという制約のため、CMカットのような基本的な編集作業さえも困難であり、高度な編集となると事実上不可能に近かった。
デジタル無料放送に対して、以下のような厳しい制限を設けているのは、世界中で日本だけである。例としてアメリカ合衆国では、地上デジタルテレビ放送に対し、ブロードキャストフラグによりデジタルチューナーの出力制御をするだけ（インターネットでの流通行為を防ぐため）であり、コピー回数に制限も無く、コンテンツ暗号化すら施されていない。

## 政府委員会
総務省の情報通信審議会 情報通信政策部会・デジタル・コンテンツの流通の促進等に関する検討委員会（デジコン委）にてコピー・ワンスの改善への議論を日本芸能実演家団体協議会等の権利者やJEITA、消費者代表が議論し9回のコピー（10回目はムーブ）、いわゆる「ダビング10」が決定され、実施された。
しかし、文化庁の著作権分科会私的録音録画小委員会では、9回のコピーを認めた替わりに私的録音録画補償金制度の継続と、適応製品の拡大を椎名和夫らが主張している。